# گزا سیگریتز
گزا سیگریتز (به انگلیسی: Géza Szigritz) (زادهٔ ۱۸ ژانویهٔ ۱۹۰۷) شناگر اهل مجارستان است.